# Mamestra decolorata
Mamestra decolorata là một loài bướm đêm trong họ Noctuidae.